# Qualificazioni al campionato mondiale di calcio 2026 - CAF - girone G
Questa voce raccoglie i risultati delle partite del girone G delle qualificazioni al Campionato mondiale di calcio 2026 per la zona africana.

## Classifica
| Squadra   | Pt | G | V | N | P | GF | GS | DR  |
| --------- | -- | - | - | - | - | -- | -- | --- |
| Algeria   | 15 | 6 | 5 | 0 | 1 | 16 | 6  | +10 |
| Mozambico | 12 | 6 | 4 | 0 | 2 | 10 | 11 | -1  |
| Botswana  | 9  | 6 | 3 | 0 | 3 | 9  | 8  | +1  |
| Uganda    | 9  | 6 | 3 | 0 | 3 | 6  | 7  | -1  |
| Guinea    | 7  | 6 | 2 | 1 | 3 | 4  | 5  | -1  |
| Somalia   | 1  | 6 | 0 | 1 | 5 | 3  | 11 | -8  |

## Risultati

### 1ª giornata
| Arbitro: | Peter Waweru |

|                          |           |                                  |
| Tlhalefang 74’ Ngele 85’ | Marcatori | 14’ Baúque 52’ Ratifo 75’ Muiomo |

| Arbitro: | Boubou Traore |

|                                          |           |           |
| Abdi 2’ (aut.) Bounedjah 31’ Slimani 80’ | Marcatori | 65’ Ahmed |

| Arbitro: | Messie Jessie Oved Nkounkou Mvoutou |

|                        |           |          |
| Camara 10’ Cisse 90+4’ | Marcatori | 30’ Bayo |

### 2ª giornata
| Arbitro: | Samuel Uwikunda |

|  |           |                         |
|  | Marcatori | 69’ Chaïbi 80’ Zerrouki |

| Arbitro: | Patrice Tanguy Mebiame |

|                |           |  |
| Seakanyeng 79’ | Marcatori |  |

| Arbitro: | Pedro Ndong Ovono Obono |

|  |           |           |
|  | Marcatori | 4’ Kassim |

### 3ª giornata
| Arbitro: | Bamlak Tessema Weyesa |

|                  |           |                            |
| Baldé 52’ (aut.) | Marcatori | 50’ M. Sylla 63’ A. Camara |

| Arbitro: | Tsegay Mogos Teklu |

|                      |           |            |
| Amade 14’ Ratifo 29’ | Marcatori | 66’ Shirwa |

| Arbitro: | Clement Franklin Kpan |

|            |           |  |
| Shaban 74’ | Marcatori |  |

### 4ª giornata
| Arbitro: | Emmanuel Mensah |

|            |           |                                                 |
| Hassan 74’ | Marcatori | 10’ Sesinyi 53’ Gaolaolwe 72’ (rig.) Seakanyeng |

| Arbitro: | Adissa Abdul Raphiou Ligali |

|             |           |                        |
| Mutyaba 10’ | Marcatori | 46’ Aouar 58’ Benrahma |

| Arbitro: | Pacifique Ndabihawenimana |

|  |           |                     |
|  | Marcatori | 90+3’ (rig.) Catamo |

### 5ª giornata
| Arbitro: | Pierre Atcho |

|                           |           |           |
| Pepo 3’, 16’ Ratifo 45+3’ | Marcatori | 7’ Shaban |

| Arbitro: | Ahmed Arajiga |

|              |           |                            |
| Kopelang 70’ | Marcatori | 44’ Gouiri 52’, 74’ Amoura |

| Abidjan 21 marzo 2025, ore 21:00 UTC+0 | Guinea                | 0 – 0 referto | Somalia | Stadio olimpico Alassane Ouattara (213 spett.)\| Arbitro: \| Andofetra Rakotojaona \| |
| Arbitro:                               | Andofetra Rakotojaona |               |         |                                                                                       |

### 6ª giornata
| Arbitro: | Jean-Jacques Ndala |

|                           |           |  |
| Mohutsiwa 74’ Johnson 83’ | Marcatori |  |

| Arbitro: | Jean-Jacques Ndala Ngambo |

|            |           |  |
| Okello 36’ | Marcatori |  |

| Arbitro: | Pacifique Ndabihawenimana |

|                                          |           |                 |
| Amoura 8’, 30’, 80’ Mandi 24’ Hadjam 65’ | Marcatori | 40’ Geny Catamo |

### 7ª giornata
| Tizi Ouzou 4 settembre 2025, ore 20:00 UTC+1 | Algeria | – referto | Botswana | Hocine Aït Ahmed Stadium |

| Kampala 5 settembre 2025, ore 15:00 UTC+3 | Somalia | – referto | Guinea | Stadio nazionale Mandela |

| Kampala 5 settembre 2025, ore 19:00 UTC+3 | Uganda | – referto | Mozambico | Stadio nazionale Mandela |

### 8ª giornata
| Maputo 8 settembre 2025, ore 15:00 UTC+2 | Mozambico | – referto | Botswana | Stadio nazionale di Zimpeto |

| Kampala 8 settembre 2025, ore 19:00 UTC+3 | Uganda | – referto | Somalia | Stadio nazionale Mandela |

| Casablanca 8 settembre 2025, ore 17:00 UTC+1 | Guinea | – referto | Algeria | Stadio Mohamed V |

### 9ª giornata
| ottobre 2025 | Somalia | – | Algeria |  |

| Maputo ottobre 2025 | Mozambico | – | Guinea | Stadio nazionale di Zimpeto |

| ottobre 2025 | Botswana | – | Uganda |  |

### 10ª giornata
| ottobre 2025 | Guinea | – | Botswana |  |

| ottobre 2025 | Somalia | – | Mozambico |  |

| ottobre 2025 | Algeria | – | Uganda |  |